# Temporada de huracanes del Pacífico de 1949
La temporada de huracanes del Pacífico de 1949 fue la primera temporada de huracanes registrada en la base de datos de huracanes del océano Pacífico  oriental. Se registró la existencia de seis ciclones tropicales durante la temporada, de los cuales el primero se formó el 11 de junio y el último se disipó el 30 de septiembre de 1949. Otro ciclón tropical se había formado en la cuenca en 1949, pero se incluyó en la base de datos de huracanes del Atlántico; de haberse clasificado operativamente en la cuenca del Pacífico oriental, habría contabilizado la temporada en siete ciclones tropicales. Además, hubo dos ciclones tropicales que alcanzaron la categoría de huracán, pero ninguno alcanzó la intensidad de huracán mayor (categoría 3 o superior en la escala de huracanes de Saffir-Simpson). La tormenta tropical Tres amenazó la península de Baja California, mientras que un huracán sin numerar cruzó el Atlántico, convirtiéndose posteriormente en el huracán de Texas de 1949.
Aunque los registros oficiales comenzaron en el Pacífico Oriental durante este año, la temporada vio el primer ciclón tropical cruzado Atlántico-Pacífico registrado oficialmente. Esta temporada también marcó el comienzo de una fase fría para la oscilación decenal del Pacífico. Solo se observaron seis ciclones tropicales en el Pacífico Oriental durante esta temporada, muy por debajo del promedio de 13 al año entre 1949 y 2006. De los seis ciclones tropicales, solo dos alcanzaron la categoría de huracán. Además, ninguno de los ciclones tropicales se convirtió en un huracán mayor, de categoría 3 o superior en la escala de huracanes de Saffir-Simpson (EHSS). Si bien es inusual que no se produzcan huracanes mayores durante una temporada desde el inicio de la era de los satélites, casi todas las temporadas de huracanes durante este período carecieron de un huracán mayor. Sin embargo, es probable que otros ciclones tropicales en la cuenca del Pacífico oriental en 1949 pasaran desapercibidos operativamente debido a la falta de tecnología moderna, como las imágenes satelitales. Además de los seis ciclones tropicales, otro ciclón tropical se desarrolló en la cuenca del Pacífico oriental, pero se incluyó en la base de datos de huracanes de la cuenca atlántica, en lugar de la del Pacífico oriental. La mayoría de los siete ciclones tropicales no se diferenciaron en intensidad durante su duración, con la excepción del huracán Seis. Los dos primeros ciclones tropicales de la temporada se formaron en rápida sucesión a mediados de junio; sin embargo, los meses de julio y agosto permanecieron inactivos en cuanto a ciclogénesis tropical. Los últimos cinco ciclones tropicales, incluyendo la tormenta adicional, también se desarrollaron en una secuencia rápida, formándose todos en un lapso de 17 días. Para el 1 de octubre, toda la actividad ciclónica tropical había cesado por completo.

## Ciclones tropicales

### Tormenta tropical Uno
La primera tormenta tropical de la temporada se formó a 120 km (75 mi) al sur-suroeste de Puerto Vallarta el 11 de junio. La tormenta tropical Uno se dirigió mar adentro sin intensificarse más allá de los 80 km/h (50 mph). Con rumbo oeste-noroeste, la tormenta se disipó el 12 de julio, con su centro aproximadamente a medio camino entre Isla Socorro y Cabo San Lucas.

### Tormenta tropical Dos
La tormenta tropical Dos se observó por primera vez a 705 km (440 mi) al suroeste de Zihuatanejo el 16 de junio. Aunque permaneció al oeste de la costa mexicana, Dos alcanzó su punto máximo de 80 km/h (50 mph). No se observó cambio de intensidad y se disipó al suroeste de Baja California a las 12:00 UTC del 23 de junio.

### Tormenta tropical Tres
Tras la ausencia de actividad ciclónica tropical en julio y agosto, la tercera tormenta tropical se formó frente a la costa suroeste de México el 3 de septiembre. Al igual que los dos ciclones tropicales anteriores, esta tormenta alcanzó una velocidad máxima de 80 km/h (50 mph) y no aumentó su intensidad. La tercera tormenta tropical se dirigió hacia el noroeste y comenzó a navegar en paralelo a la costa de Baja California. El 8 de septiembre, la tercera tormenta tropical giró abruptamente hacia el sur-suroeste y se disipó al día siguiente. Se esperaba que las bandas de lluvia externas de este sistema trajeran tiempo turbulento sobre la península de Baja California; en cambio, esta tormenta se alejó sin causar ningún impacto.

### Huracán Cuatro
El primer huracán de la temporada se formó el 9 de septiembre, a 260 km (160 mi) al este-sureste de la isla Socorro, e igualó al huracán Seis como el ciclón tropical más fuerte de la temporada. El huracán giró lentamente hacia el norte y tocó tierra en Baja California Sur con vientos de 140 km/h (85 mph) el 11 de septiembre. El huracán Seis se disipó sobre Baja California unas 10 horas después. Dado que se esperaba que Four trajera olas altas y mares agitados al sur de California, se alertó a todas las operaciones marítimas y otros intereses en la región.

### Tormenta tropical Cinco
La quinta tormenta tropical se observó frente a la costa de México el 17 de septiembre. La tormenta tropical Cinco mantuvo su intensidad, alcanzando los 85 km/h (50 mph), similar a las tormentas tropicales Uno, Dos y Tres. Mientras navegaba paralela a la costa de México, la tormenta tropical Cinco pasó a solo 120 km (75 mi) al suroeste de Manzanillo. El 18 de septiembre, la tormenta tropical viró hacia el noroeste y se dirigió mar adentro. El sistema se disipó a 215 km (135 mi) al oeste-suroeste de las Islas Marías el 19 de septiembre.

### Depresión tropical no numerada
Además de los seis ciclones tropicales en la cuenca, otro sistema, el 27 de septiembre, aunque no figuraba en los registros del Pacífico oriental, había sido catalogado como huracán Diez en la cuenca Atlántica. Formándose al sur de El Salvador, la depresión tropical se desplazó lentamente hacia el norte. Al no intensificarse más allá de la categoría de depresión, el sistema tocó tierra cerca de la frontera entre Guatemala y El Salvador el 28 de septiembre. Avanzando tierra adentro, la tormenta no se debilitó al cruzar Guatemala y México. El sistema se fortaleció rápidamente al pasar por la Bahía de Campeche, convirtiéndose en tormenta tropical. Tras entrar en la bahía, la tormenta se intensificó hasta convertirse en huracán y finalmente tocó tierra en Texas como huracán de categoría 2. Este huracán fue el primer ciclón tropical cruzado Atlántico-Pacífico registrado oficialmente. En total, las pérdidas monetarias ascendieron a 10 millones de dólares (1949 dólares estadounidenses) y se atribuyeron dos muertes a la tormenta.

### Huracán Cuatro
Una depresión tropical se observó por primera vez a 485 km (300 mi) al sureste de la isla Socorro el 29 de septiembre. La depresión se intensificó rápidamente y se convirtió en un huracán de categoría 1 tan solo doce horas después de su observación inicial. Con un máximo de 140 km/h (85 mph), el huracán Seis igualó al huracán Cuatro como el ciclón tropical más fuerte de la temporada. Tras alcanzar su intensidad máxima, el huracán Seis se debilitó rápidamente y pasó a 125 km (70 mi) al sureste de la isla Socorro con vientos de 85 km/h (50 mph). El 30 de septiembre se debilitó aún más y la tormenta se disipó.